# Harry Siljander
Harry Valfrid Siljander (Helsinki, 10 dicembre 1922 – Espoo, 5 maggio 2010) è stato un pugile finlandese.

## Palmarès

### Olimpiadi
- Bronzo a Helsinki 1952 nei pesi mediomassimi.